# Bradley Cooper
Bradley Charles Cooper (Abington, 5 gennaio 1975) è un attore, regista, sceneggiatore e produttore cinematografico statunitense.
Dopo una serie di film commerciali, ha raggiunto il successo grazie alla commedia Una notte da leoni e ai suoi due seguiti Una notte da leoni 2 e Una notte da leoni 3. Nel 2012 ha interpretato il personaggio di Patrick Solitano Jr. nel film Il lato positivo - Silver Linings Playbook, per il quale ha ricevuto la sua prima candidatura agli Oscar come miglior attore protagonista. Presta inoltre la voce a Rocket Raccoon, personaggio nei film del Marvel Cinematic Universe con protagonisti i Guardiani della Galassia.
Attore, produttore e regista apprezzato dalla critica, ha ricevuto nel complesso dodici candidature in diverse categorie dei Premi Oscar (al 2024). Oltre alla già menzionata candidatura per il suo ruolo da protagonista in Silver Linings Playbook, è stato candidato nella stessa categoria nel 2015, per il suo ruolo di Chris Kyle nel film biografico American Sniper, di Clint Eastwood; nel 2019, per il suo ruolo nell'acclamato musical A Star Is Born, dove ha recitato accanto a Lady Gaga; e nel 2024, per aver interpretato Leonard Bernstein nel biopic Maestro. È inoltre stato candidato come miglior attore non protagonista nel 2014, per il suo ruolo nel film American Hustle - L'apparenza inganna, e ha ricevuto una candidatura agli Oscar 2019 per la migliore sceneggiatura non originale (per A Star is Born) e una per la migliore sceneggiatura originale agli Oscar 2024 (per Maestro). Infine, i film American Sniper, A Star is Born, Joker (2019), La fiera delle illusioni - Nightmare Alley (2021) e Maestro, da lui co-prodotti, sono stati candidati al premio per il miglior film.

## Biografia
Nasce in Pennsylvania, figlio di Charles J. Cooper (deceduto nel 2011 per cancro ai polmoni), ex broker della Merrill Lynch, e di Gloria Campano. Ha origini irlandesi da parte di padre e italiane da parte di madre:
Dopo essersi diplomato alla Germantown Academy nel 1993, frequenta la Georgetown University, laureandosi con lode in letteratura inglese nel 1997. Cooper parla un fluente francese, imparato alla Georgetown e nei sei mesi passati a Aix-en-Provence, in Provenza, come studente di scambio. Trasferitosi a New York frequenta l'Actors Studio a The New School sotto la supervisione di vari mentori, tra cui Ellen Burstyn ed Elizabeth Kemp; alla memoria di quest'ultima, nel 2018, Cooper dedicherà A Star Is Born.

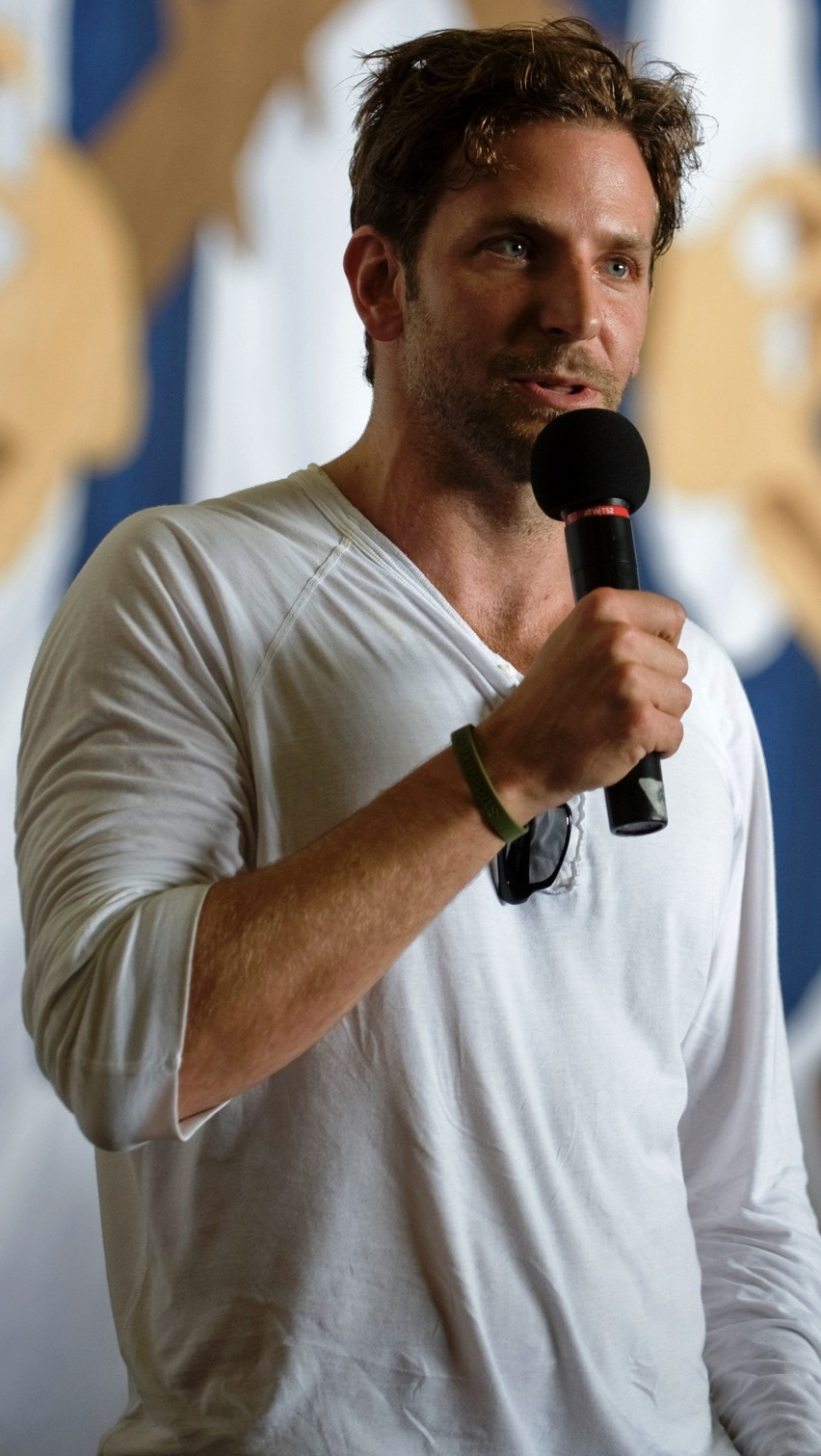
Cooper a bordo della nel 2009

Il suo debutto come attore avviene in televisione, in un episodio di Sex and the City, mentre l'esordio cinematografico è nella commedia Wet Hot American Summer. Precedentemente aveva lavorato come presentatore nel programma avventuroso di Discovery Channel Treks in a Wild World, e per un'organizzazione no profit con lo scopo di insegnare recitazione ai bambini nelle scuole.
Una prima popolarità gli arriva nel 2001, grazie al personaggio di Will Tippin interpretato nella serie televisiva Alias, dove recita insieme a Jennifer Garner. Con la notorietà acquisita, ottiene delle parti sul grande schermo nelle commedie 2 single a nozze - Wedding Crashers e A casa con i suoi. Nel 2005 ha il suo primo ruolo da protagonista nella serie Kitchen Confidential, mentre nel marzo dell'anno seguente è impegnato a teatro, portando in scena a Broadway Three Days of Rain assieme a Julia Roberts e Paul Rudd. Dal 2007 al 2009 prende poi parte alla serie TV Nip/Tuck interpretando il personaggio ricorrente di Aidan Stone.
Hollywood inizia ad accorgersi di lui, recita infatti nel film corale La verità è che non gli piaci abbastanza e nella commedia con Jim Carrey Yes Man, inoltre è protagonista assieme a Sandra Bullock della commedia romantica A proposito di Steve. La grande popolarità arriva nel 2009, col successo della commedia brillante Una notte da leoni. L'anno dopo partecipa all'omonimo adattamento cinematografico della serie TV degli anni ottanta A-Team, interpretando il ruolo di Templeton "Sberla" Peck.
Nel novembre 2011 si posiziona al primo posto nella classifica degli uomini più sexy stilata dalla rivista People. All'inizio del degli anni 2010, i ruoli da protagonista in pellicole come Limitless e Il lato positivo - Silver Linings Playbook (entrambe al fianco di Robert De Niro) gli permettono di imporsi, tanto che nel 2013 ottiene la sua prima candidatura agli Oscar come miglior attore.
Nell'estate dello stesso anno viene assunto dai Marvel Studios per doppiare il personaggio di Rocket Raccoon nella pellicola Guardiani della Galassia, parte del Marvel Cinematic Universe, mentre in dicembre esce al cinema con il film American Hustle - L'apparenza inganna, pellicola che racconta la storia di un truffatore costretto a collaborare con l'FBI per risolvere alcuni casi di corruzione di pubblici ufficiali; grazie a questo ruolo, nel 2014 l'attore si ritrova nuovamente candidato agli Oscar, stavolta come miglior attore non protagonista.
Sempre nello stesso anno è protagonista di American Sniper di Clint Eastwood, film basato sulla vera storia del cecchino Chris Kyle: per questo ruolo, per cui Cooper ha dovuto affrontare una dieta di 8000 calorie al giorno e degli allenamenti fisici volti ad aumentarne la massa muscolare di circa venti chili, viene candidato per la terza e la quarta volta in carriera all'Oscar, rispettivamente come miglior attore e produttore della pellicola, alla cerimonia del 2015.
Nel settembre 2015 è stato protagonista della pellicola Sotto il cielo delle Hawaii, accanto a Emma Stone e Rachel McAdams. Sempre nello stesso anno è anche co-produttore della serie televisiva Limitless, tratta dal film che lo vide protagonista nel 2011, in cui è membro del cast ricorrente interpretando il senatore Edward Morra.
Nel 2018 debutta come regista, dirigendo il remake A Star Is Born, nel quale inoltre recita al fianco della cantante Lady Gaga, per la prima volta come attrice protagonista in un film: per i loro ruoli, entrambi hanno ricevuto il plauso dalla critica e numerose candidature, tra cui quelle all'Oscar come migliori attori. La colonna sonora del film ha inoltre debuttato al primo posto della Billboard 200 e Bradley ha ricevuto il suo primo Grammy Award per la migliore performance pop in duetto o gruppo per Shallow.
Nel 2023 ha prodotto, diretto, co-sceneggiato e interpretato il film biografico su Leonard Bernstein Maestro, per il quale ha ricevuto tre candidature agli Oscar nella sezione miglior film, miglior attore protagonista e migliore sceneggiatura originale.

## Vita privata
Nel dicembre 2006 sposa l'attrice Jennifer Esposito, matrimonio che termina dopo pochi mesi. Dal 2015 al 2019 è stato legato alla supermodella Irina Shayk; la coppia ha avuto una figlia, nata nel 2017. Dal 2023 è sentimentalmente legato alla supermodella Gigi Hadid.
Dopo la morte del padre per tumore ha sostenuto organizzazioni impegnate nella lotta al cancro.

## Filmografia

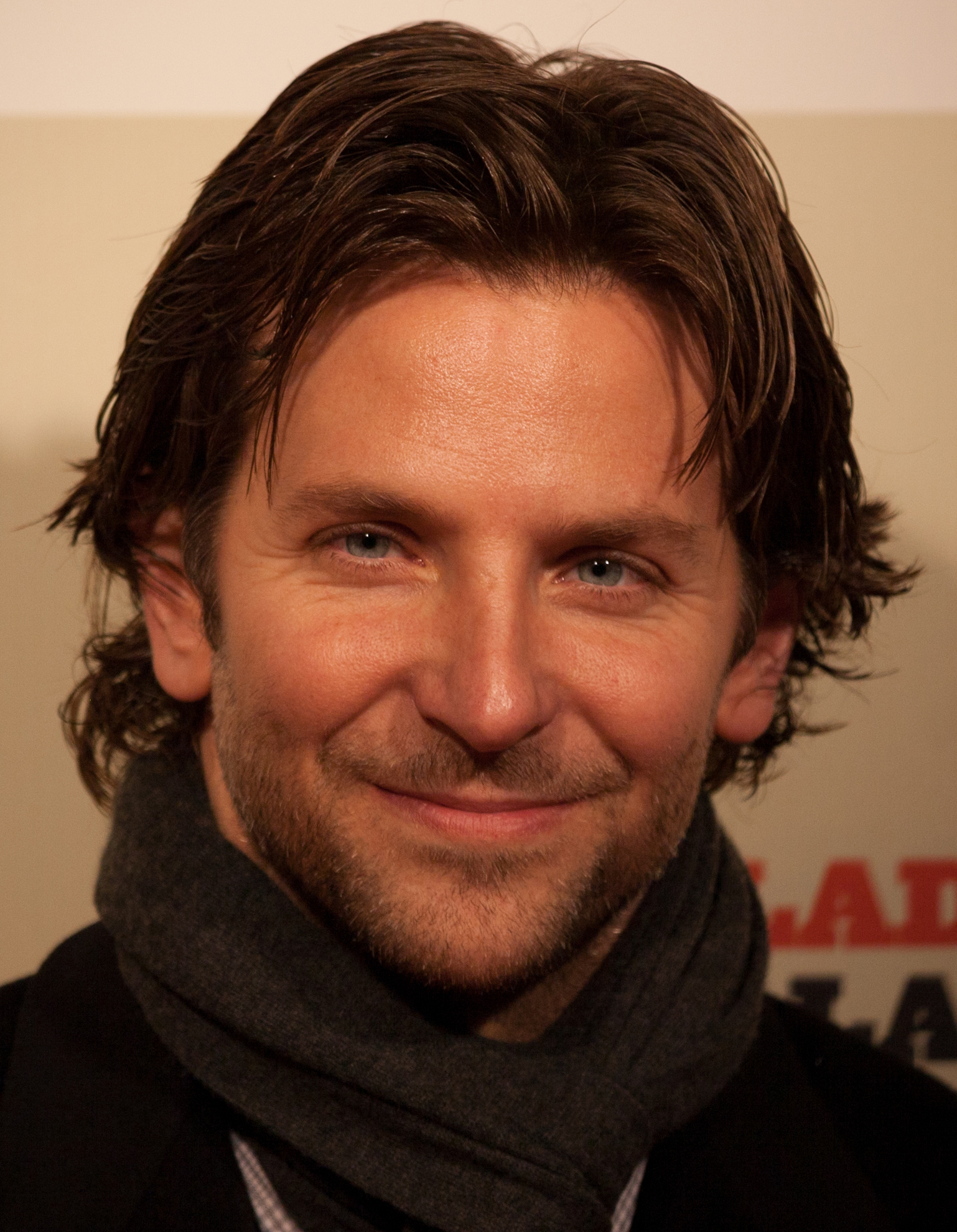
Cooper nel 2013 all'anteprima madrilena de Il lato positivo - Silver Linings Playbook

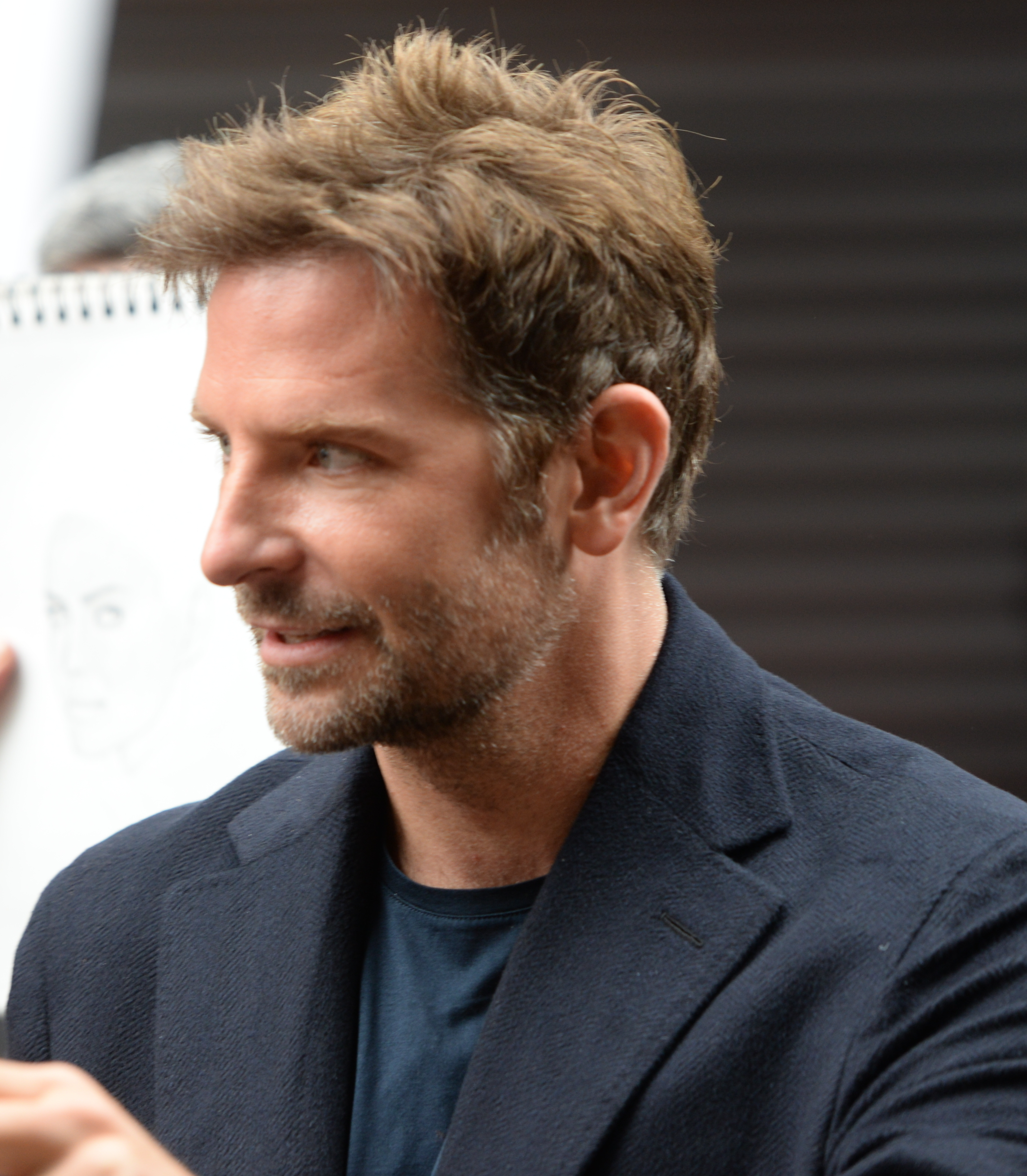
Cooper nel 2018 al Toronto International Film Festival per la prima di A Star Is Born

### Attore

#### Cinema
- Wet Hot American Summer, regia di David Wain (2001)
- My Little Eye, regia di Marc Evans (2002)
- Una ragazza per due (Bending All the Rules), regia di Morgan Klein e Peter Knight (2002)
- 2 single a nozze - Wedding Crashers (Wedding Crashers), regia di David Dobkin (2005)
- A casa con i suoi (Failure to Launch), regia di Tom Dey (2006)
- Il peggior allenatore del mondo (The Comebacks), regia di Tom Brady (2007)
- Segreti dal passato (Olden Than America), regia di Georgina Lightning (2008)
- The Rocker - Il batterista nudo (The Rocker), regia di Peter Cattaneo (2008)
- Prossima fermata: l'inferno (The Midnight Meat Train), regia di Ryūhei Kitamura (2008)
- Yes Man, regia di Peyton Reed (2008)
- New York, I Love You, regia di Allen Hughes (2009)
- La verità è che non gli piaci abbastanza (He's Just Not That Into You), regia di Ken Kwapis (2009)
- Una notte da leoni (The Hangover), regia di Todd Phillips (2009)
- Case 39, regia di Christian Alvart (2009)
- A proposito di Steve (All About Steve), regia di Phil Traill (2009)
- Appuntamento con l'amore (Valentine's Day), regia di Garry Marshall (2010)
- A-Team (The A-Team), regia di Joe Carnahan (2010)
- Limitless, regia di Neil Burger (2011)
- Una notte da leoni 2 (The Hangover: Part II), regia di Todd Phillips (2011)
- The Words, regia di Brian Klugman e Lee Sternthal (2012)
- Hit and Run, regia di David Palmer e Dax Shepard (2012)
- Il lato positivo - Silver Linings Playbook (Silver Linings Playbook), regia di David O. Russell (2012)
- Come un tuono (The Place Beyond the Pines), regia di Derek Cianfrance (2012)
- Una notte da leoni 3 (The Hangover: Part III), regia di Todd Phillips (2013)
- American Hustle - L'apparenza inganna (American Hustle), regia di David O. Russell (2013)
- Una folle passione (Serena), regia di Susanne Bier (2014)
- American Sniper, regia di Clint Eastwood (2014)
- Sotto il cielo delle Hawaii (Aloha), regia di Cameron Crowe (2015)
- Joy, regia di David O. Russell (2015)
- Il sapore del successo (Burnt), regia di John Wells (2015)
- Trafficanti (War Dogs), regia di Todd Phillips (2016)
- A Star Is Born, regia di Bradley Cooper (2018)
- Il corriere - The Mule (The Mule), regia di Clint Eastwood (2018)
- La fiera delle illusioni - Nightmare Alley (Nightmare Alley), regia di Guillermo del Toro (2021)
- Licorice Pizza, regia di Paul Thomas Anderson (2021)
- Dungeons & Dragons - L'onore dei ladri, regia di Jonathan Goldstein e John Francis Daley (2023) - cameo non accreditato
- Maestro, regia di Bradley Cooper (2023)
- Superman, regia di James Gunn (2025)

#### Televisione
- Sex and the City – serie TV, episodio 2x04 (1999)
- The $treet – serie TV, 5 episodi (2000-2001)
- Alias – serie TV, 46 episodi (2001-2006)
- Miss Match – serie TV, episodio 1x05 (2003)
- The Last Cowboy, regia di Joyce Chopra – film TV (2003)
- Touching Evil – serie TV, 6 episodi (2004)
- La chiave del cuore (I Want to Marry Ryan Banks), regia di Sheldon Larry – film TV (2004)
- Jack & Bobby – serie TV, 14 episodi (2004-2005)
- Law & Order - Unità vittime speciali (Law & Order: Special Victims Unit) – serie TV, episodio 6x20 (2005)
- Law & Order - Il verdetto (Law & Order: Trial by Jury) – serie TV, episodio 1x11 (2005)
- Kitchen Confidential – serie TV, 13 episodi (2005-2006)
- Nip/Tuck – serie TV, 6 episodi (2007-2009)
- Wet Hot American Summer: First Day of Camp – miniserie TV, 7 episodi (2015)
- Limitless – serie TV, 4 episodi (2015-2016)
- Abbott Elementary – serie TV, episodio 3x06 (2024)

### Doppiatore

#### Cinema
- Guardiani della Galassia (Guardians of the Galaxy), regia di James Gunn (2014) - Rocket Raccoon
- 10 Cloverfield Lane, regia di Dan Trachtenberg (2016)
- Guardiani della Galassia Vol. 2 (Guardians of the Galaxy Vol. 2), regia di James Gunn (2017) - Rocket Raccoon
- Avengers: Infinity War, regia di Anthony e Joe Russo (2018)
- Avengers: Endgame, regia di Anthony e Joe Russo (2019)
- Thor: Love and Thunder, regia di Taika Waititi (2022)
- Guardiani della Galassia Vol. 3 (Guardians of the Galaxy Vol. 3), regia di James Gunn (2023) - Rocket Raccoon

#### Televisione
- I Am Groot - serie animata, 5 episodi (2022-2023) - Rocket Raccoon
- Guardiani della Galassia Holiday Special (The Guardians of the Galaxy Holiday Special) - regia di James Gunn, TV special (2022) - Rocket Raccoon

### Produttore

#### Cinema
- Limitless, regia di Neil Burger (2011)
- The Words, regia di Brian Klugman e Lee Sternthal (2012)
- Il lato positivo - Silver Linings Playbook (Silver Linings Playbook), regia di David O. Russell (2012)
- American Hustle - L'apparenza inganna (American Hustle), regia di David O. Russell (2013)
- American Sniper, regia di Clint Eastwood (2014)
- Trafficanti (War Dogs), regia di Todd Phillips (2016)
- A Star Is Born, regia di Bradley Cooper (2018)
- Joker, regia di Todd Phillips (2019)
- La fiera delle illusioni - Nightmare Alley (Nightmare Alley), regia di Guillermo del Toro (2021)
- Maestro, regia di Bradley Cooper (2023)

#### Televisione
- Limitless – serie TV, 22 episodi (2015-2016)

### Regista
- A Star Is Born (2018)
- Maestro (2023)

### Sceneggiatore
- A Star Is Born, regia di Bradley Cooper (2018)
- Maestro, regia di Bradley Cooper (2023)

## Teatro
- Tre giorni di pioggia, regia di Joe Mantello, Bernard B. Jacobs Theatre, New York (2006)
- The Understudy, regia di Scott Ellis, Williamstown Theatre Festival, Williamstown (2012)
- The Elephant Man, regia di Scott Ellis, Williamstown Theatre Festival, Williamstown (2012)/Booth Theatre, New York (2014)/Haymarket Theatre, Londra (2015)

## Discografia

### Colonne sonore
- 2018 - A Star Is Born Soundtrack (con Lady Gaga)
- 2023 - Maestro (con Yannick Nézet-Séguin e London Symphony Orchestra)

### Singoli
- 2018 - Shallow (con Lady Gaga)

## Riconoscimenti
- Premio Oscar
  - 2013 – Candidatura per il miglior attore protagonista per Il lato positivo - Silver Linings Playbook
  - 2014 – Candidatura per il miglior attore non protagonista per American Hustle - L'apparenza inganna
  - 2015 – Candidatura per il miglior film per American Sniper
  - 2015 – Candidatura per il miglior attore protagonista per American Sniper
  - 2019 – Candidatura per il miglior film per A Star Is Born[33]
  - 2019 – Candidatura per il miglior attore protagonista per A Star Is Born[33]
  - 2019 – Candidatura per la migliore sceneggiatura non originale per A Star Is Born[33]
  - 2020 – Candidatura per il miglior film per Joker
  - 2022 – Candidatura per il miglior film per La fiera delle illusioni – Nightmare Alley
  - 2024 – Candidatura per il miglior film per Maestro
  - 2024 – Candidatura per il miglior attore protagonista per Maestro
  - 2024 – Candidatura per la migliore sceneggiatura originale per Maestro
- Golden Globe
  - 2013 – Candidatura per il miglior attore in un film commedia o musicale per Il lato positivo – Silver Linings Playbook
  - 2014 – Candidatura per il miglior attore non protagonista per American Hustle – L'apparenza inganna
  - 2019 – Candidatura per il miglior film drammatico per A Star Is Born
  - 2019 – Candidatura per il miglior attore in un film drammatico per A Star Is Born
  - 2019 – Candidatura per il miglior regista per A Star Is Born
  - 2020 – Candidatura per il miglior film drammatico per Joker
  - 2024 – Candidatura per il miglior film drammatico per Maestro
  - 2024 – Candidatura al miglior regista per Maestro
  - 2024 – Candidatura al miglior attore protagonista in un film drammatico per Maestro
- AACTA Award
  - 2013 – Candidatura come Miglior attore per Il lato positivo – Silver Linings Playbook
  - 2014 – Candidatura come Miglior attore non protagonista per American Hustle – L'apparenza inganna
  - 2018 – Candidatura al miglior regista internazionale per A Star Is Born
  - 2018 – Candidatura al miglior film internazionale per A Star Is Born
  - 2018 – Candidatura al miglior attore internazionale per A Star Is Born
  - 2019 – Candidatura al miglior film internazionale per Joker
- British Academy Film Awards
  - 2013 – Candidatura per il miglior attore protagonista per Il lato positivo – Silver Linings Playbook
  - 2014 – Candidatura per il miglior attore non protagonista per American Hustle – L'apparenza inganna
  - 2019 – Candidatura per il miglior film per A Star Is Born
  - 2019 – Candidatura per il miglior regista per A Star Is Born
  - 2019 – Candidatura per la migliore sceneggiatura non originale per A Star Is Born
  - 2019 – Candidatura per il migliore attore protagonista per A Star Is Born
  - 2019 – Migliore colonna sonora per A Star Is Born
  - 2020 – Candidatura per il miglior film per Joker
  - 2024 – Candidatura per il miglior regista per Maestro
  - 2024 – Candidatura per il miglior attore protagonista per Maestro
  - 2024 – Candidatura per la miglior sceneggiatura originale per Maestro
- Critics' Choice Awards
  - 2013 - Candidatura al miglior attore per Il lato positivo - Silver Linings Playbook
  - 2013 - Miglior attore in un film commedia per Il lato positivo - Silver Linings Playbook
  - 2014 - Candidatura al miglior attore non protagonista per American Hustle - L'apparenza inganna[34]
  - 2015 - Miglior attore in un film d'azione per American Sniper
  - 2019 - Candidatura al miglior regista per A Star Is Born
  - 2019 - Candidatura al miglior attore per A Star Is Born
  - 2019 - Candidatura alla miglior sceneggiatura non originale per A Star Is Born
  - 2020 – Candidatura al miglior film per Joker
  - 2024 - Candidatura al miglior regista per Maestro
  - 2024 - Candidatura al miglior attore per Maestro
  - 2024 - Candidatura alla miglior sceneggiatura originale per Maestro
- Empire Awards
  - 2015 – Candidatura come Miglior attore per American Sniper[35]
- Grammy Award
  - 2019 – Candidatura per la registrazione dell'anno per Shallow (con Lady Gaga)
  - 2019 – Migliore performance pop in duetto o gruppo per Shallow (con Lady Gaga)
  - 2020 – Miglior compilation per media visuali per A Star Is Born Soundtrack (con Lady Gaga)
- Hollywood Film Awards
  - 2009 – Hollywood Comedy Film Award
  - 2012 – Attore dell'anno per Il lato positivo – Silver Linings Playbook
- Independent Spirit Awards
  - 2013 – Candidatura come Miglior attore protagonista per Il lato positivo – Silver Linings Playbook
- MTV Movie Awards
  - 2010 – Candidatura alla Miglior performance comica per Una notte da leoni
  - 2013 – Miglior performance maschile per Il lato positivo – Silver Linings Playbook
  - 2013 – Miglior bacio per Il lato positivo – Silver Linings Playbook
  - 2013 – Candidatura alla Miglior coppia per Il lato positivo – Silver Linings Playbook
  - 2013 – Candidatura al Miglior momento musicale per Il lato positivo – Silver Linings Playbook
  - 2014 – Candidatura alla Miglior performance maschile per American Hustle – L'apparenza inganna[36]
  - 2015 – Miglior performance maschile per American Sniper
  - 2015 – Candidatura alla Miglior coppia con Vin Diesel per Guardiani della Galassia[37][38]
- National Board of Review
  - 2012 – Miglior attore per Il lato positivo – Silver Linings Playbook
  - 2018 – Miglior regista per A Star Is Born
- People's Choice Awards
  - 2011 – Candidatura come Miglior attore di un film d'azione
  - 2012 – Candidatura come Miglior attore di un film commedia
  - 2013 – Candidatura come Miglior attore di un film drammatico
  - 2014 – Candidatura come Miglior attore di un film commedia
- Satellite Award
  - 2009 – Candidatura come Miglior attore in un film commedia per Una notte da leoni[39]
  - 2012 – Miglior attore per Il lato positivo – Silver Linings Playbook[40]
  - 2013 – Candidatura come Miglior attore non protagonista per American Hustle – L'apparenza inganna[41]
  - 2019 – Candidatura per il miglior regista per A Star Is Born
  - 2019 – Candidatura per il miglior attore in un film commedia o musicale per A Star Is Born
  - 2020 – Candidatura per il miglior film per Joker
  - 2024 - Candidatura al miglior attore per Maestro
- Screen Actors Guild Award
  - 2013 – Candidatura per il miglior attore per Il lato positivo – Silver Linings Playbook[42]
  - 2014 – Miglior cast per American Hustle – L'apparenza inganna
  - 2019 – Candidatura al miglior attore per A Star Is Born[43]
  - 2019 – Candidatura al Miglior cast per A Star Is Born[43]
  - 2022 – Candidatura per il miglior attore non protagonista per Licorice Pizza[44]
  - 2024 – Candidatura al miglior attore per Maestro[45]
- Teen Choice Awards
  - 2015 – Candidatura come Miglior attore in un film commedia per Sotto il cielo delle Hawaii[46]
- Tony Award
  - 2015 – Candidatura come Migliore attore protagonista in un'opera teatrale per The Elephant Man
- Washington D.C. Area Film Critics Association
  - 2018 – Miglior attore per A Star Is Born

## Doppiatori italiani
Nelle versioni in italiano delle opere in cui ha recitato, Bradley Cooper è stato doppiato da:
- Christian Iansante in Wet Hot American Summer, New York, I Love You, Una notte da leoni, Appuntamento con l'amore, A-Team, Limitless (film), Una notte da leoni 2, The Words, Il lato positivo - Silver Linings Playbook, Come un tuono, Una notte da leoni 3, American Hustle - L'apparenza inganna, Una folle passione, American Sniper, Sotto il cielo delle Hawaii, Joy, Il sapore del successo, Wet Hot American Summer: First Day of Camp, Limitless (serie televisiva), Trafficanti, A Star Is Born, Il corriere - The Mule, La fiera delle illusioni - Nightmare Alley, Licorice Pizza, Dungeons & Dragons - L'onore dei ladri, Maestro
- Massimiliano Alto in Alias, La chiave del cuore, Yes Man
- Andrea Lavagnino in Law & Order - Unità vittime speciali, Law & Order - Il verdetto
- Francesco Pezzulli in My Little Eye, Kitchen Confidential
- Fabrizio Manfredi in Prossima fermata: l'inferno, A proposito di Steve
- Giorgio Borghetti in La verità è che non gli piaci abbastanza, Case 39
- Lorenzo Scattorin in Una ragazza per due
- Andrea Zalone in Nip/Tuck
- Francesco Bulckaen in Touching Evil
- Alessandro Quarta in Jack & Bobby
- Gianluca Tusco in 2 single a nozze - Wedding Crashers
- Massimo De Ambrosis in A casa con i suoi
- Luca Dal Fabbro in Il peggior allenatore del mondo
- Stefano Crescentini in The Rocker - Il batterista nudo
- Vittorio Guerrieri in Segreti dal passato
- Davide Albano in Wet Hot American Summer: Ten Years Later (scene di repetorio)
- Massimiliano Virgilii in Superman

Da doppiatore è sostituito da:
- Christian Iansante in Guardiani della Galassia, Guardiani della Galassia Vol. 2, Avengers: Infinity War, Avengers: Endgame, Thor: Love and Thunder, I Am Groot, Guardiani della Galassia Holiday Special, Guardiani della Galassia Vol. 3
- Massimiliano Plinio in 10 Cloverfield Lane